# M80 Stiletto
L'M80 Stiletto è una nave prototipo prodotta dalla società M Ship Company come un esperimento operativo per l'Office of Force Transformation del Pentagono. È nota per il suo design come un catamarano a cinque scafi costruito in fibra di carbonio, così come la sua architettura di rete.

## Design
L'M80 Stiletto è una nave della Marina degli Stati Uniti progettata per il combattimento nelle zone litorali. È stata sviluppata dalla società M Ship Company. Il termine "stiletto" proviene dal corto pugnale italiano.
L'imbarcazione è lunga 27 metri e ha un design con una carena a forma di "M" che le fornisce una piattaforma stabile e anche veloce, soprattutto per il montaggio di apparecchiature di sorveglianza elettronica o di armi, o per lo svolgimento di operazioni speciali. Il design della carena non richiede lamine o particolari dispositivi di sollevamento per raggiungere le alte velocità in condizioni difficili. Il suo basso pescaggio fanno sì che l'M80 Stiletto sia in grado di operare in ambienti litorali e fluviali e permette quindi potenziali sbarchi sulla spiaggia. Il design sfaccettato suggerisce che l'imbarcazione abbia una bassa firma radar, vale a dire che gode della tecnologia stealth, sia per la parte frontale che per quella laterale.
L'M80 Stiletto è dotata di quattro motori Caterpillar Inc. C32 da 1232 kW (1652 CV) che forniscono all'imbarcazione una velocità massima superiore ai 50 nodi (90 km/h) ed un'autonomia di 500 miglia nautiche (900 km) a pieno carico. Può essere provvista di unità per le operazioni di sbarco nelle acque basse e spiagge.
Ha una piattaforma nella parte superiore per il lancio e il recupero di Unmanned aerial vehicle (UAV) ed una rampa posteriore in grado di rilasciare e recuperare un gommone RIB da 11 metri o un Autonomous Underwater Vehicle (AUV).
L'imbarcazione ha un peso di 45 tonnellate senza carico, ed è quindi abbastanza leggera da poter essere issata su una nave da carico, pur rimanendo in grado di trasportare fino a 20 tonnellate di carico. La nave ha una lunghezza di 27,0 m, con una larghezza di 12 m e un'altezza di 5,6 m, ma ha un pescaggio di soli 0,8 m.
L'M80 Stiletto è la più grande nave da guerra degli Stati Uniti costruita in fibra di carbonio e resina epossidica, che rendono lo scafo molto leggero e anche resistente. Il prototipo MD80 Stiletto dovrebbe entrare in uso in meno di un anno dal varo del prototipo. Le navi dovrebbero costare tra i 6 e i 10 milioni di dollari.
Storicamente, le navi si sono evolute per diventare più strette e più profonde per ottenere una maggiore velocità e stabilità. Lo scafo ad "M" però diventa più largo, ed è in grado di catturare una grande quantità dell'onda d'urto dalla prua della nave e successivamente reindirizzarne l'energia sotto lo scafo. Lo scafo dell'M80 Stiletto permette all'imbarcazione di raggiungere un'alta velocità con mare mosso che solitamente risulta critica per i Navy SEAL e per le altre forze per le operazioni speciali, in quanto risulta in grado di ridurre la forza G e le lesioni a cui l'equipaggio è sottoposto durante l'addestramento e in missione.
L'M80 Stiletto è in fase di test da parte dei Navy SEAL e delle Special Warfare Combat Crewmen, le quali operano solitamente in zone costiere anche con mari agitati, ovvero l'ambiente per cui è stata designata la nave.

## Storia operativa

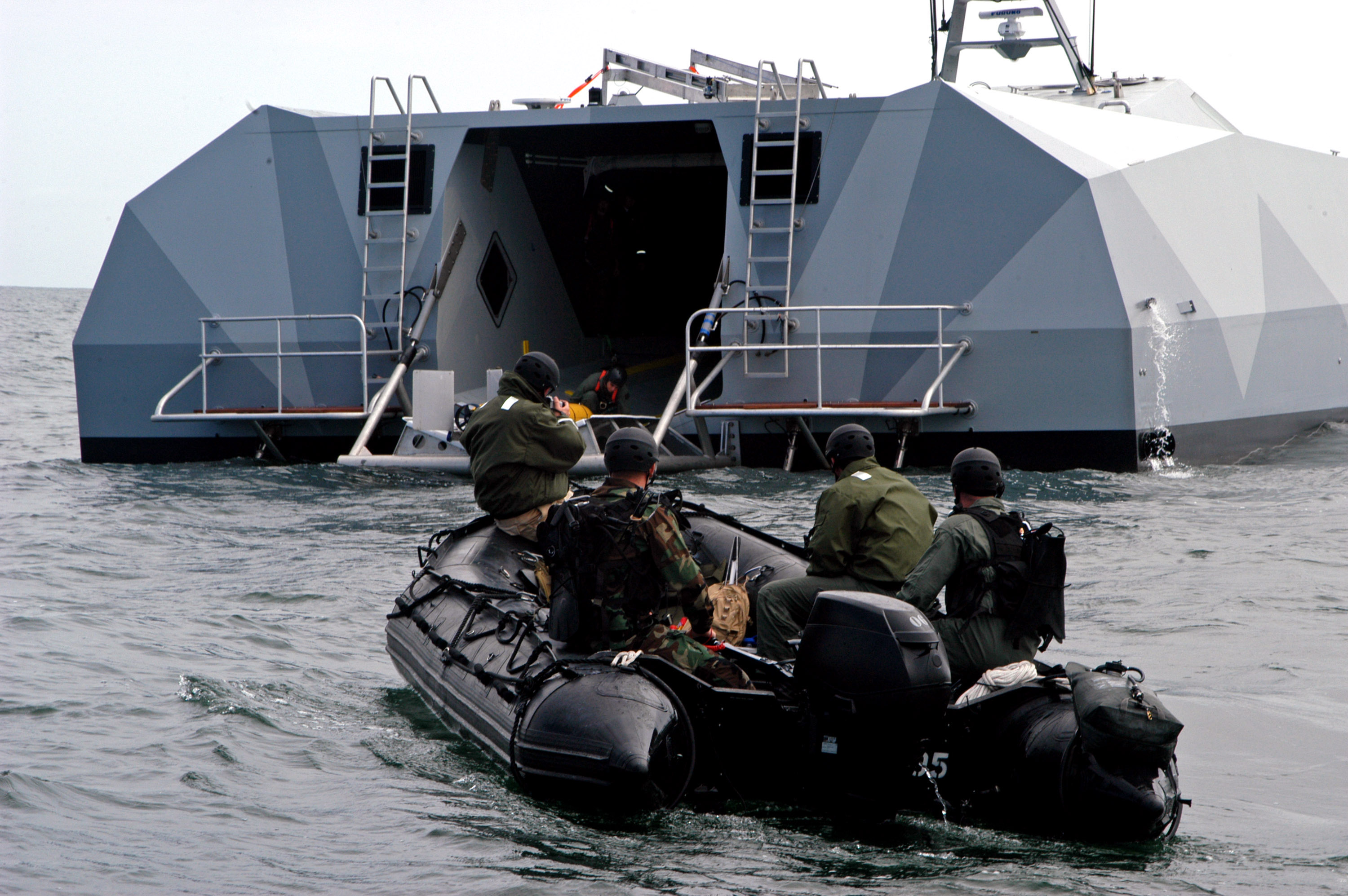
Vista posteriore dell'M80 Stiletto durante un'esercitazione dei Navy SEALs, nel 2006.

Nel 2006 e 2007, la Stiletto ha partecipato agli addestramenti Trident Warrior, nonché ad una serie di altre esercitazioni navali. Queste hanno incluso tre giorni di addestramento per lo sminamento nel 2006, quando la nave è stata gestita dal Naval Special Clearance Team-1 (NSCT-1) dalla base navale a Coronado nei pressi di San Diego in California.
Una caratteristica fondamentale di questa nave è che può creare una rete tra una squadra delle forze speciali mediante il lancio di un veicolo aereo senza equipaggio (UAV) il che rende possibile lo scambio di informazioni tra il team e l'imbarcazione. L'M80 Stiletto può anche portare UAV di sorveglianza per fornire ricognizione per la squadra SEAL, e, usando un supercomputer a bordo, è in grado di inviare immagini in tempo reale alla squadra a terra.
L'M80 Stiletto è stata selezionata dalla rivista TIME come una delle migliori invenzioni del 2006 e una delle due migliori invenzioni nella categoria delle Forze Armate. La CONNECT della base a San Diego ha chiamato l'M80 Stiletto come il prodotto più innovativo per il 2006 nella categoria General Technology.
Nel 2008, l'M80 Stiletto è stata schierata in missione per 70 giorni per lo USSOUTHCOM, nell'ambito di un'operazione di servizio comune che includeva la Drug Enforcement Administration e la US Coast Guard.
Nel mese di luglio 2012, la Marina degli Stati Uniti ha schierato l'M80 Stiletto per recuperare il veicolo di rientro gonfiabile della NASA (IRVE-3) con uno scudo termico di 3 metri diametro che è ammarato nell'Oceano Atlantico al largo della Carolina del Nord, dopo essere stato lanciato il 23 luglio dal razzo sonda dalla Wallops Flight Facility della NASA.
L'M80 Stiletto viene definita come un'unità navale dimostrativa gestita dalla Naval Surface Warfare Center Carderock Division, e di base al Joint Expeditionary Base Little Creek-Fort Story, in Virginia.